# Farmacias Ahumada
Farmacias Ahumada (FASA) es una cadena de farmacias de origen chileno, siendo más grande de su país junto a Cruz Verde y Salcobrand. La farmacia cuenta en sus locales con medicamentos, productos naturales, suplementos nutricionales, artículos de belleza e higiene y cuidado personal. 
Fue fundada en la calle Ahumada de Santiago de Chile en 1968, y durante la década de 1990 comenzaría a expandirse a nivel nacional. En 2014, Casa Saba, sus entonces dueños, acuerdan la venta de Farmacias Ahumada a la británica Alliance Boots, la que posteriormente es adquirida por la estadounidense Walgreens, pasando así Farmacias Ahumada a formar parte de Walgreens Boots Alliance (WBA). En 2023, WBA vendió la cadena a un grupo de inversionistas chilenos.

## Historia
La compañía fue fundada por José Codner Chijner en el centro de Santiago de Chile, en la calle Ahumada (actual Paseo Ahumada) en 1968; en 1969 nace el nombre Farmacias Ahumada, es así que gracias a los buenos años en el negocio en 1992 la compañía empieza su expansión nacional inaugurando un local en Valparaíso.
En 1996, Farmacias Ahumada ingresa al mercado de Perú con la apertura de su primera farmacia en ese mercado.
Con fecha 4 de diciembre de 1997, Farmacias Ahumada realiza su apertura a la Bolsa de Comercio de Santiago a través de un aumento de capital por aproximadamente US$ 21 millones, aumentando el número de accionistas desde 11 a 256.
En el año 1999, Falabella se incorpora a la propiedad de Fasa, en un aumento de capital producido en ese año.
En los años posteriores Fasa entra al mercado brasileño al adquirir la compañía Drogamed, además en 2002 adquiere Farben S.A. de C.V. (Farmacias Benavides) en México, para luego en 2006 vender la filial brasileña de la compañía saliendo totalmente del mercado de dicho país. También en el mismo año Fasa firma una alianza estratégica con D&S para operar los locales Farmalíder y poder operar la tarjeta Presto (la tarjeta de crédito de D&S) en los locales de Fasa. De esta manera los locales de Farmalíder pasaron a ser operados por Fasa y renombrados a Farmacias Ahumada.
La cadena perteneció por un breve periodo de tiempo al grupo mexicano Casa Saba, quienes anunciaron su compra el 18 de mayo de 2010 por 637 millones de dólares a la familia Codner, convirtiéndola así en una de las mayores redes de venta de medicamentos en América Latina.
En 2012 Quicorp adquirió Fasa Perú el 100% de las acciones mediante su filial Quifatex en Ecuador, entre 2017 y 2020 todos los locales de Fasa Perú fueron convertidos en Mifarma, en 2016 cerraron todas las tiendas de Boticas Arcángel para convertirlas también en Mifarma y también cerraron todos los locales de Policlínico Arcángel y Medicentro Arcángel para transformarlos en otros centros médicos y entre 2013 y 2015 todas las tiendas de Boticas BTL también fueron convertidos en Mifarma.
En 2014 Fasa fue vendida a la británica Alliance Boots por 640 millones de dólares. posteriormente el grupo Alliance Boots fue adquirida por parte de la estadounidense Walgreens. Pasaron a ser parte de Walgreens Boots Alliance, fundada en fines de ese año.
En noviembre de 2018 Fasa anunció un profundo plan de reestructuración para mejorar su rentabilidad, debido a una crisis interna. Esta reestructuración implicó el cierre de 50 de sus 424 locales y el despido de mil trabajadores.
En 2022 Walgreens Boots Alliance mostró su interés de vender sus activos de Farmacias Ahumada, en medio de las dificultades económicas que tenía la empresa. En mayo de 2023, un grupo de inversionistas chilenos liderados por LarraínVial adquirieron los bienes.Entre los inversionistas se cuenta a Guillermo Harding, fundador y exdueño de Farmacias Cruz Verde, el empresario y exministro Gabriel Ruiz-Tagle junto al director la corredora Aníbal Larraín. La venta fue aprobada en octubre de ese año.La idea es levantar a cual fuera la farmacia más importante del país, la cual cayó al cuarto lugar por cantidad de locales.
Para 2017, la cuota de mercado de Farmacias Ahumada era del 15,1%, quedando en tercer lugar tras Cruz Verde (24,2 %) y Salcobrand (16,9 %).

## Controversias

### Colusión de precios
El 24 de marzo de 2009 la empresa reconoció ante la Fiscalía Nacional Económica haber concertado el alza de los precios de más de 200 productos con las cadenas Cruz Verde, Salcobrand y Ahumada que en el acto también participaron algunos laboratorios.

### Huelga de trabajadores de 2010
En octubre de 2010, poco tiempo después que la empresa fuera comprada por la mexicana Casa Saba, el sindicato nacional N.º 1 de trabajadores de Farmacias Ahumada se declaró en huelga para exigir el reemplazo de la modalidad de sueldo variable de 35 000 pesos (complementable con comisiones) por el sueldo mínimo, que en Chile en ese tiempo era de 170 000 pesos.